# Xerodes albisparsa
Xerodes albisparsa är en fjärilsart som beskrevs av W. Warren 1896. Xerodes albisparsa ingår i släktet Xerodes och familjen mätare. Inga underarter finns listade i Catalogue of Life.